# Ladin (sprog)
 Ikke at forveksle med Ladino (sprog).
Ladin eller ladinsk (italiensk: ladino, tysk: Ladinisch) er et romansk sprog, som består af en gruppe dialekter der primært tales i Dolomitterne i Norditalien i provinserne Alto Adige/Sydtyrol, Trentino og Belluno og af ladinere. Det indeholder ligheder med det schweiziske rætoromansk og friulisk.
Den præcise udbredelse af det ladinske sprogområde er et tema for videnskabelige debatter. Et mere snævert perspektiv inkluderer kun de dialekter der tales i dalene omkring Sellagruppen; bredere definitioner består også af de dialekter,der tales i dalene i Belluno og af dialekter der tales i det nordvestlige Trentino.
En skreven standard af ladin (Ladin Dolomitan) er blevet udviklet af kontoret for ladinsk sprogplanlægning som et fælles kommunikationsredskab på tværs af hele den ladinsk-talende region, men det er ikke populært blandt de ladinsk talende.
Ladin bør ikke forveksles med ladino (også kaldet judeo-spansk), som, til trods for at det også er et romansk sprog, stammer fra gammelspansk.

## Geografisk udbredelse
Ladin anerkendes som et minoritetssprog i 54 italienske kommuner i provinserne Sydtyrol, Trentino og Belluno. Det er ikke muligt at opgøre det præcise antal af ladin-talende, eftersom det kun er provinserne Sydtyrol og Trentino der udarbejder opgørelser, der foretages hver tiende år.
I Sydtyrol var der ved seneste opgørelse i 2011 i alt 20.548 indbyggere der erklærede at ladin var deres modersmål. I Trentino var der i 2011 i alt 18.550 indbyggere der erklærede at ladin var deres modersmål. I Belluno er det anslået at omkring 3.000 indbyggere har ladin som modersmål.
I alt er der i de tre provinser omkring 42.098,der har ladin som modersmål.